# Glycerid
Glycerid er et andet navn for fedtstof. Der findes både mono-, di- og triglycerider, som benævnes efter antallet af fedtsyrer, der er forbundet med den trivalente alkohol, glycerol (kendt som glycerin). Fedtstoffer, der er opbygget af mættede fedtsyrer, er faste ved stuetemperatur, mens de umættede fedtsyrer får fedtstofferne til at være flydende.
Det er normalt triglycerider, man mener, når man taler om fedtstoffer. De findes nemlig som energidepoter i mange slags dyrisk væv.